# Der Kampf der schwarzen Königin
Der Kampf der schwarzen Königin (Originaltitel: Sarraounia) ist ein burkinisch-mauretanisch-französischer Historienfilm des Regisseurs Med Hondo aus dem Jahr 1986. Er basiert auf dem historischen Roman Sarraounia. Le drame de la reine magicienne von Abdoulaye Mamani.

## Handlung
Es sind die letzten Jahre des 19. Jahrhunderts: Sarraounia wird als Mädchen auf ihre künftige Rolle als Königin im afrikanischen Lougou vorbereitet und lernt Kriegskunst und Magie. Einige Jahre später ist sie als geachtete junge Königin von einem großen Hofstaat umgeben, zu dem auch ein Griot gehört, der in Liedern ihren Ruhm verkündet. Sarraounia ist unverheiratet. Sie beendet auch die Beziehung mit ihrem Liebhaber, als dieser ihre Autorität in militärischen Belangen in Frage stellt.
Unterdessen sind der hässliche französische Capitaine Voulet und seine Armee, in der auch viele Afrikaner dienen, dabei diesen Teil Afrikas für Frankreich zu unterwerfen. Sie plündern die Dörfer, begehen viele Grausamkeiten und kommen immer näher an Lougou heran. Sarraounia beschließt sich der Kolonne entgegenzustellen.
Es kommt zur militärischen Auseinandersetzung. Die Krieger von Lougou wenden verschiedene Strategien wie Auflauern, Rückzug und direkte Schlacht an. Sarraounia feuert ihre Kämpfer mit Reden an, in denen sie die Schande der Sklaverei und die Wichtigkeit des Widerstands betont. Ihren Reihen schließen sich Männer und Frauen aus anderen Dörfern an, deren Krieger sich bereits Capitaine Voulets Armee unterworfen hatten. Sarraounia kehrt im Triumphzug in ihren Palast zurück und wird die Invasoren weiterhin bekämpfen.

## Hintergrund

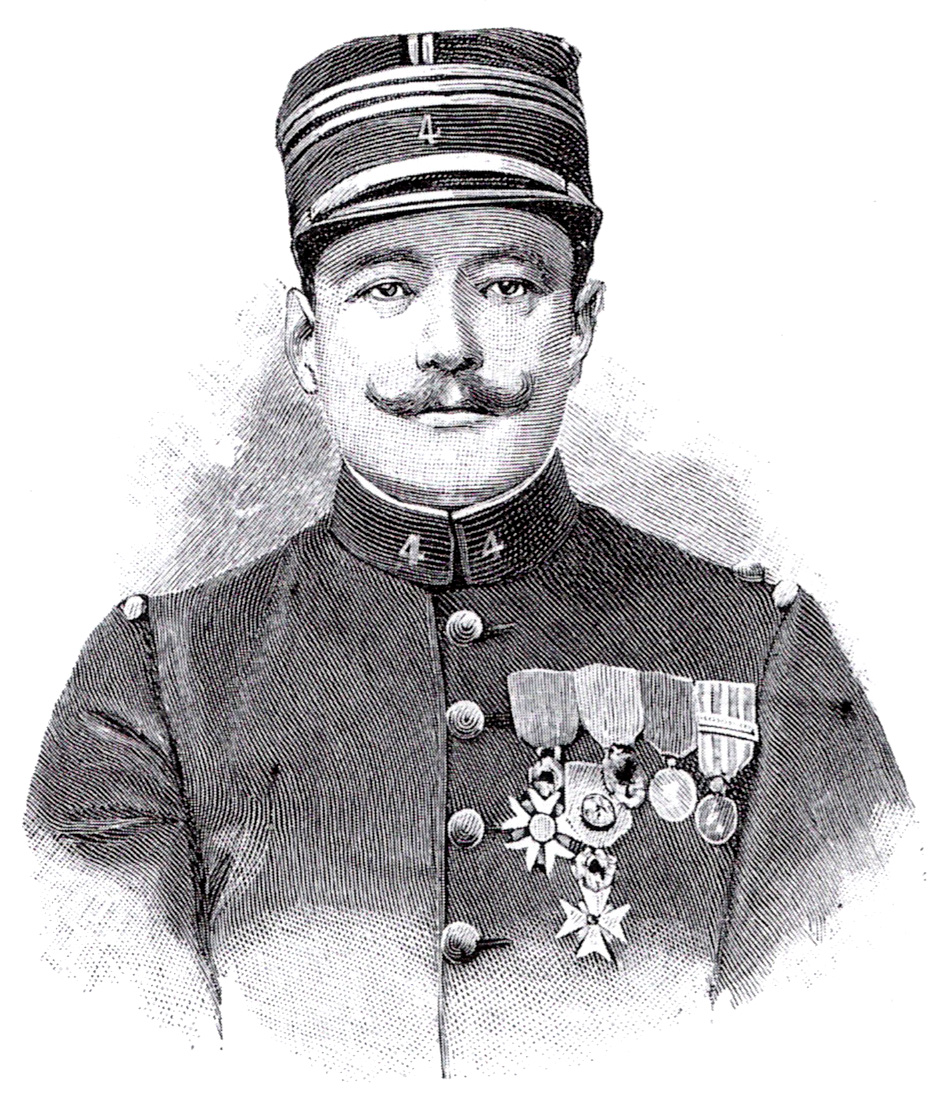
Paul Voulet
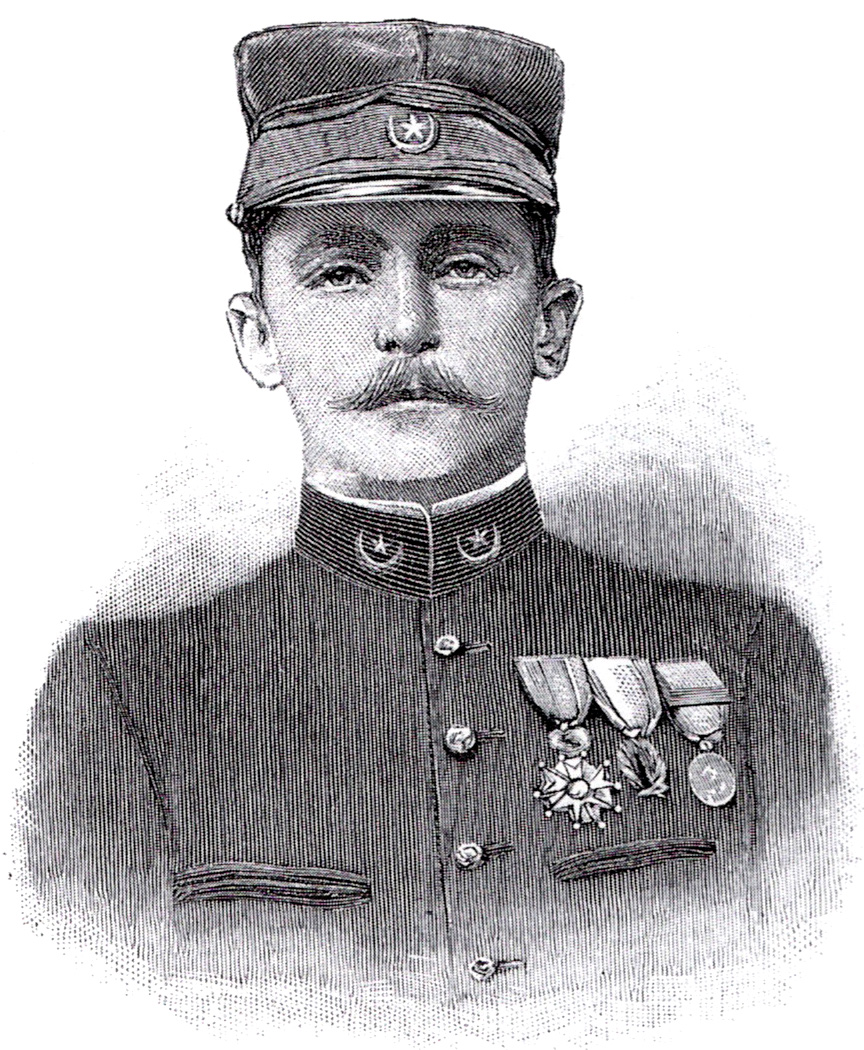
Julien Chanoine

Die Schlacht von Lougou zwischen der Sarraounia (Hausa: „Königin“) Mangou und der französischen Mission Voulet-Chanoine ist ein historisches Ereignis, das 1899 stattfand. Die Sarraounia verlor die Schlacht und musste fliehen, während die Mission Voulet-Chanoine weiterzog.
Der Kampf der schwarzen Königin ist eine Verfilmung des historischen Romans Sarraounia. Le drame de la reine magicienne des Schriftstellers Abdoulaye Mamani. Der politisch aktive Autor wurde 1976 auf Veranlassung des nigrischen Staatspräsidenten Seyni Kountché inhaftiert und veröffentlichte den Roman nach seiner Freilassung 1980. Mamani gab das Buch dem mit ihm befreundeten Filmregisseur Med Hondo zu lesen, der beschloss daraus einen Film zu machen. Bis zur Fertigstellung des Films, an dem Mamani auch als Drehbuchautor mitarbeitete, vergingen sieben Jahre. Der Kampf der schwarzen Königin hätte ursprünglich in Niger, dem historischen Schauplatz, gedreht werden sollen, was jedoch unter nie ganz geklärten Umständen vereitelt wurde. Mögliche Ursachen dafür sind die ambivalente Einschätzung des Autors Abdoulaye Mamani seitens der politischen Elite und deren Angst, die ehemalige Kolonialmacht Frankreich mit einem derartigen Film zu verärgern. Präsident Kountché ließ zwar zunächst noch eine Schule in Dosso nach der Sarraounia benennen, als jedoch Med Hondo und sein Filmteam zu den Dreharbeiten nach Niger kamen, beugte sich Kountché dem politischen Druck und ließ sie ausweisen. Med Hondo traf bei einem Empfang den burkinischen Präsidenten Thomas Sankara, den er noch aus dessen Zeit als Kulturstaatssekretär kannte und der ihm anbot den Film in Burkina Faso zu drehen.
Die burkinische Hauptdarstellerin Aï Keïta war eine Laienschauspielern, die später auch in Filmen anderer Regisseure mitspielte. Die traditionelle Filmmusik komponierte Abdoulaye Cissé, der mit traditionellen Instrumenten wie der Kora arbeitete und auch im Film als Griot auftrat, während die moderne Musik von Pierre Akendengué aus Gabun komponiert wurde. Med Hondo bemühte sich nach eigenen Angaben darum, dass die Filmcrew aus möglichst vielen verschiedenen Gegenden Afrikas kam.
Das Budget des in CinemaScope gedrehten Films betrug drei Millionen Franc. Allein die Kosten für den Nachbau des Palasts der Sarraounia beliefen sich auf rund eine Million Franc. Die nur noch in einer Hütte residierende Nachfolgerin der Sarraounia Mangou beriet die Filmemacher bei architektonischen Details des Palastes, der 1899 durch die Mission Voulet-Chanoine zerstört worden war. Med Hondo übergab den Nachbau, der rund zwanzig Kilometer östlich von Bobo-Dioulasso errichtet worden war, nach Ende der Dreharbeiten der Regierung von Burkina Faso als Erinnerung an die historische Sarraounia und seinen Film.

## Rezeption
Der Kampf der schwarzen Königin wurde am Filmfestival FESPACO gezeigt, wo er vom afrikanischen Publikum begeistert aufgenommen und mit dem Hauptpreis auszeichnet wurde. In Frankreich lief der Film statt in 14 Kinos, wie ursprünglich mit dem Filmverleih vereinbart, nur in fünf Kinos an und wurde bereits nach zwei Wochen aus dem Programm genommen. Mehrere französische Künstler und Intellektuelle, darunter der Regisseur Costa-Gavras, empfanden dies als Zensur auf Grund des unliebsamen Themas und protestieren dagegen, jedoch ohne Erfolg. In anderen Ländern war Der Kampf der schwarzen Königin nur in limitierten Vorstellungen zu sehen, darunter im Rahmen des Berlinale Forums von 1987. Für Med Hondo, der auch Produzent des Films war, bedeuteten die ausbleibenden Kinoeinnahmen den persönlichen finanziellen Bankrott.
Im DDR-Fernsehen lief er erstmals am 12. Juli 1989 unter dem Titel Sarraounia - Eine afrikanische Königin.

## Auszeichnungen
- Étalon de Yennenga, FESPACO 1987